# نادي لينغبي
نادي لينغبي (بالفرنسية: Lyngby Boldklub)‏ نادي كرة قدم دنماركي يلعب في دوري الدرجة الأولى. تم تأسيس النادي في سنة 1921.